# HK Dynamo Moskva
Hokkejnyj Klub Dinamo Moskva, russisk: Хоккейный Клуб «Динамо» Москва, er en professionel russisk ishockeyklub, der spiller i den Kontinentale Hockey-Liga (KHL). Klubben blev stiftet i 1946 og har hjemmebane i Malaja Sportivnaja Arena Luzjniki i Moskva.
HK Dynamo Moskva er en af de mest succesrige russiske ishockeyklubber. Klubben vandt det første sovjetiske mesterskab i ishockey i 1946-47 og sikrede sig den nationale sovjetiske titel yderligere fire gange, hvilket gjorde holdet til det næstmest vindende i det sovjetiske mesterskab, kun overgået af suveræne CSKA Moskva med 32 titler. Efter sovjettiden fortsatte klubbens succes i de internationale ligaer, som det sovjetiske mesterskab blev erstattet af. I 1992-93 og 1994-95 vandt Dynamo den Internationale Hockey-Liga, og i 1999-2000 og 2004-05 sejrede klubben i Ruslands Superliga.
Siden 2008 har klubben spillet i den Kontinentale Hockey-Liga, hvor holdet hver eneste sæson indtil 2015 har formået at kvalificere sig til slutspillet om Gagarin-pokalen, og to gange er den gået hele vejen og vundet Gagarin-pokalen: i 2012 og 2013.
Derudover har klubben bl.a. også syv gange været i finalen i Mesterholdenes Europa Cup. De seks første finaler blev tabt, men i syvende forsøg lykkede det for Dynamo Moskva at sikre sig titlen i 2005-06.
Mange spillere fra Dynamo Moskva har gennem tiden spillet på Sovjetunionens og/eller Ruslands ishockeylandshold. Indtil 1991 var HK Dynamo underlagt og finansieret af KGB. Den stabilitet medførte, at klubben tidligt kunne uddanne de bedste talenter i dens egen ishockeyskole og senere tilknytte spillerene på lange kontrakter. Mange spillere fra Dynamos ishockeyskole spiller i dag i verdens bedste ligaer, herunder National Hockey League.

## Historie
HK Dynamo Moskva blev grundlagt i 1946 som ishockeyafdelingen i Dynamo Moskva Sportsklub, der var en del af sportsorganisationen Dynamo sponsoreret af Sovjetunionens indenrigsministerium og den nationale sikkerhedsstruktur, herunder Komiteen for National Sikkerhed (KGB).

### De første år som topklub (1946−1950)
Den 22. december 1946 blev de første kampe i de første sovjetiske ishockeymesterskab spillet. En måned senere, den 26. januar 1947, blev HK Dynamo Moskva den første vinder af mesterskabet, efter at Dynamo både have besejret Spartak Moskva med 6−1 og CDKA Moskva (hærens klub, senere CSKA Moskva) med 2−1 besiegt hatte. Alle kampene i finalerunden blev spillet på det lille åbne isareal på Dynamo Stadion i Moskva. På Dynamos hold spillede bl.a. Mikhail Stepanov, Mikhail Utjmylov, Oleg Tolmatjov, Mikhail Jakusjin, Boris Botjarnikov, Vasilij Komarov, Vasilij Trofimov, Nikolaj Postavnin, Sergej Solovjov, Vsevolod Blinkov og Nikolaj Medvedev, som samtidig deltog i fodbold- og bandymesterskaberne. De efterfølgende tre sæsoner, der alle blev vundet af CDKA, opnåede Dynamo en anden- og to tredjepladser. Vasilij Trofimov blev to gange klubbens topscorer.

### 1950–1959
I sæsonen 1950-51 sluttede Dynamo Moskva på andenpladsen efter VVS MVO Moskva, og den første udgave af den sovjetiske pokalturnering endte for Dynamos vedkommende med et nederlag på 3-4 til Krylja Sovetov Moskva i semifinalen. I en kamp mod ODO Leningrag scorede Aleksandr Uvarov seks mål og satte dermed ny klubrekord. Derudover spillede den kendte fodboldmålmand Lev Jasjin nogle kampe for Dynamos ishockeyhold.
De følgende to sæsoner endte Dynamo på tredjepladsen i mesterskabet, på trods af at angrebsformationen Krylov–Kusin–Uvarov brillierede – især i sæsonen 1952-53. Til gengæld vandt klubben pokalturneringen i 1953, bl.a. på grund af en forstærkning med den kendte fodboldspiller Vsevolod Blinkov, der scorede to mål i finalen, og Lev Jasjin på mål. I 1954, syv år efter den første mesterskabstitel, kunne Dynamo fejre klubbens andet sovjetiske mesterskab, hvor holdet gik igennem sæsonen med kun ét nederlag. Det var også i denne sæson, at trænerlegenden Viktor Tikhonov, spillede sine første kampe på højeste niveau.
Derefter fulgte tre sæsoner, hvor Dynamo Moskva måtte nøjes med bronzemedaljerne i mesterskabet. I 1956 debuterede den senere stjerne Stanislav Petukhov på holdet. I 1958 blev Jurij Krylov kåret som MVP, og derudover begyndte Vitalij Davydov og Vladimir Jursinov deres karrierer i denne sæson. I sæsonen 1958-59 blev det til sølvmedaljer til Dynamo-spillerne, og målmanden Boris Sajtsev, backen Davydov og angriberne Petukhov, Tjistov, Orkhakov og Jursinov blev hædret som sæsonens bedste spillere. Året efter blev der for første gang spillet slutspil om det sovjetiske mesterskab, og Dynamo tabte i finalen til CSKA Moskva i tre kampe. Uvarov stoppede sin karriere som spiller i 1960, og Dynamo-spillerne Tjinov, Davydov, Petukhov og Jursinov blev igen hædret.

### 1960–1970
Sæsonen 1960-61 blev den hidtil dårligste i Dynamo Moskvas historie. Klubben blev kun nr. 7 i det sovjetiske mesterskab, og i pokalturneringen blev den allerede slået ud i ottendedelsfinalen af Lokomovtiv Moskva. Efter sæsonen stoppede Valentin Kusin sin karriere som ishockeyspiller efter 251 kampe og 152 mål i Dynamo-trøjen.
Den følgende sæson tog klubben revanche og vendte tilbage på medaljeskamlen, da den sikrede sig andenpladsen i ligaen. Derudover blev Vitalij Davydov kåret som ligaens bedste back. De næste sæsoner dominerede CSKA Moskva ligaen suverænt, mens Dynamo Moskva måtte nøjes med anden- og tredjepladser. I 1963 stoppede Viktor Tikhonov sin karriere som ishockeyspiller, og i 1967 blev de senere stjerner på Sovjetunionens landshold, Valerij Vasilijev og Aleksandr Maltsev, optaget på Dynamos hold. To år senere blev tre Dynamo-spillere, Vitalij Davydov, Aleksandr Maltsev og Vladimir Jursinov, samt træneren Arkadij Tjernysjov verdensmestre i ishockey ved VM-turneringen i Stockholm.

### 1970–1980
Sæsonen 1970-71 begyndte lovende for Dynamo Moskva. Holdet førte længe i kampen om mesterskabet, men alligevel blev holdet til sidst overhalet af CSKA Moskva, som for 16. gang blev sovjetiske mestre. Aleksander Maltsev fik slået sin stjernestatus fast og blev topscorer i ligaen med 57 point (37 mål og 20 assister), og han overgik dermed endda CSKA's superstjerne Valerij Kamenskij. Den næste sæson endte Dynamo igen på andenpladsen i ligaen, men i pokalturneringen sikrede holdet sig titlen for anden gang i klubbens historie (og for første gang siden 1953) ved at besejre Khimik Voskresensk i finalen med 3-0. Vladimir Jursinov stoppede efter sæsonen sin lange karriere – i 15 sæsoner nåede han at spille 490 ligakampe for Dynamo, i hvilke han tilsammen scorede 242 mål.
I sæsonen 1972-73 endte Dynamo på fjerdepladsen i mesterskabet efter CSKA, Spartak og Krylja Sovetov. Valerij Vasiljev og Aleksandr Maltsev deltog på det sovjetiske landshold, der spillede Summit Series 1972 i Canada og Moskva, og som vandt VM i ishockey 1973. Efter sæsonen stoppede backen Vitalij Davydov som spiller efter en lang karriere, hvor han igennem 16 sæsoner hos Dynamo Moskva spillede over 500 ligakampe.
I sæsonen 1973-74 begyndte Sinetula Biljaletdinov sin karriere som spiller hos Dynamo, og det skulle vise sig at blive et stor karriere, hvor han senere også blev træner for klubben. I den efterfølgende sæson skiftede klubben træner for første gang i dens historie. Arkadij Tjernysjov blev efter 28 år på posten afløst af Vladimir Jursinov, der i sæsonen 1975-76 førte holdet til tredjepladsen i ligaen og en sejr på 3-2 i pokalfinalen mod CSKA Moskva. Derudover vandt klubben også Ahearne Cup, hvor den i finalen besejrede Sparta Prag med 8-2. Inden sæsonen 1976-77 blev der optaget fire nye spillere i truppen, som senere skulle vise sig at opnå masser af succes. Pjotr Prirodin, Aleksandr Golikov, Vladimir Semjonov og Vasilij Pervukhin havde en afgørende indflydelse på, at holdet endte på andenpladsen i mesterskabet, og angrebsformationen Prirodin-Maltsev-Golikov endte som den bedste angrebskæde i ligaen med 77 scorede mål. Ved VM i 1977 i Østrig blev Dynamo-spilleren Valerij Vasiljev udpeget som bedste back.
De følgende to år gentog klubben bedriften og endte på andenpladsen i ligaen efter CSKA Moskva. Aleksandr Golikovs lillebror, Vladimir Golikov, debuterede i sæsonen 1977-78, og et år senere blev truppen udvidet med Sergej Svetlov. I 1979 blev Prirodin og brødrene Golikov hædret som bedste angrebskæde i ligaen, og Prirodin blev også bedste målscorer med 32 mål. Inden sæsonen 1979-80 blev Vitalij Davydov præsenteret som ny træner, og samme sæson debuterede Anatolij Semjonov og Sergej Jasjin i den bedste række. Ved de olympiske vinterlege i Lake Placid i 1980 blev Dynamo repræsenteret af flere spillere, bl.a. Maltsev, Vasiljev og Golikov-brødrene, som i det såkaldte "Miracle on Ice" måtte nøjes med sølvmedaljerne. De første styrkeprøver mod hold fra National Hockey League førte holdet til Vancouver, Edmonton, Winnipeg og Washington D.C., hvor det tabte med 2−6 til Vancouver Canucks, vandt over Winnipeg Jets og Edmonton Oilers med 7−0 og 4−1, og spillede uafgjort 5−5 med Washington Capitals.

### 1980–1989
Inden sæsonen 1980-81 skiftede målmanden Vladimir Mysjkin fra Krylja Sovetov til Dynamo. Klubben endte på tredjepladsen i mesterskabet efter CSKA og Spartak, men vandt fair play-trofæet som klubben med færrest udvisningsminutter i ligaen. Til den næste sæson blev Vladimir Kiseljov hyret ind som træner, og Anatolij Antipov og Jurij Vosjakov fik deres debut i Dynamo-trøjen. Holdet endte igen på tredjepladsen, og Pjotr Prirodin stoppede sin karriere. Et år senere trak Aleksandr Golikov sig også tilbage som spiller.
Til sæsonen 1983-84 blev Vladimir Tusik ansat som ny træner, og Jurij Lejonov, Aleh Mikultjyk og Nikolaj Borsjtjevskij blev præsenteret som nye spillere. I december 1983 vandt Dynamo Spengler Cup i Davos. Dynamo sluttede sæsonen på fjerdepladsen i ligaen, og både Aleksandr Maltsev og Valerij Vasiljev stoppede deres aktive karriere efter sæsonafslutningen. Efter blot et år på posten som træner blev Tusik udskiftet med Jurij Moisejev, og Jevgenij Popikin, Vladimir Subriltjev og målmand Mikhail Sjtalenkov debuterede for Dynamo i den bedste sovjetiske række. I den indledende runde lykkedes det for Dynamo at besejre CSKA Moskva to gange, med 7−4 og 5−4, og sluttede runden på førstepladsen i tabellen. I finalerunden tabte holdet imidlertid med 11−1 til CSKA, så det til sidst måtte nøjes med sølvmedaljerne. Efter finalen offentliggjorde Vladimir Golikov og Vladimir Semjonov, at de lagde skøjterne på hylden.
I sæsonerne 1985-86 og 1986-87 sluttede Dynamo igen på andenpladsen. Nye på holdet var bl.a. Andrej Lomakin, Aljaksandr Haltjenjuk, Igor Dorofejev, Aleksandr Semak, Mikhail Tatarinov og Vitalij Karamnov. I vinteren 1986 afviklede holdet på ny nogle kampe mod NHL-hold, f.eks. Calgary Flames (3−4), en uafgjort mod Pittsburgh Penguins, samt to sejre på 6−4 mod Boston Bruins og 7−4 mod Buffalo Sabres.
Der blev for første gang indført slutspil i det sovjetiske mesterskab i sæsonen 1987-88. I grundspillet endte Dynamo-holdet på andenpladsen, bl.a. med hjælp fra de nye spillere Sergej Petrenko og Aleksandr Karpovtsev. I playoff tabte mandskabet imidlertid i semifinalen til Dinamo Riga, men besejrede derefter Krylja Sovetov i kampen om tredjepladsen. Et år senere blev holdet forstærket med Ravil Khaidarov, Aleksej Sjamnov, Igor Koroljov, Darius Kasparaitis og Aljaksandr Judsin, mens Vasilij Pervukhin stoppede karrieren efter sæsonen, der bød på en skuffende fjerdeplads i mesterskabet.

### 1989−1992: Tre mesterskaber
I opstarten til sæsonen 1989-90 blev Vladimir Jursinov præsenteret som ny træner. Denne nyansættelse bragte sammen med to nye spillere, Sergej Sorokin og Andrej Kavaljow, mesterskabet tilbage til Dynamo Moskva, der vandt titlen foran CSKA Moskva og Khimik Voskresensk. Derudover vandt holdet Bobrov-trofæet for flest scorede mål i ligaen. Efter denne triumf forlof Anatolij Semjonov, Sergej Svetlov, Sergej Jasjin, Vladimir Mysjkin og Jurij Vosjakov holdet, enten for at skifte til en anden klub eller på grund af karrierestop.
I sæsonen 1990-91 forsvarede Dynamo mesterskabet med held, bl.a. med nye spillere som Andrej Trefilov, Sergej Bautin, Vladimir Kramskoj, Dmitrij Filimonov, Ravil Jakubov, Roman Iljin, Andrej Nikolisjin og Aljaksandr Andryjeuski. I Europa Cup-finalen tabte Dynamo dog til Djurgårdens IF fra Sverige med 2−3.
Den følgende sæson vandt Dynamo Moskva mesterskabet for tredje sæson i træk i en sæson, hvor bl.a. Dmitrij Jusjkevitj, Valerij Tjernyj og Aleksej Jasjin for første gang stillede op for klubben. Samtidig blev den nr. 3 i Europa Cup'en ved at slå SC Bern med 6−1 i bronzekampen. I sommeren 1992 skiftede mange russiske spillere til hold i National Hockey League, herunder Dynamo-spillerne Mikhail Sjtalenkov, Dmitrij Jusjkevitj, Aleksandr Semak, Darius Kasparaitis, Andrej Trefilov og Vitalij Karamnov.

### 1992−96: Internationale Hockey-Liga
Efter Sovjetunionens opløsning blev den sovjetiske liga erstattet af den Internationale Hockey-Liga. Selvom Dynamo Moskva havde mistet flere centrale spillere, var klubben under den nye træner Pjotr Vorobjov i stand til at vinde mestertitlen i den nye liga. I finaleserien bedst af fem kampe blev HK Lada Toljiatti besejret med 3−0 i kampe. I Europa Cup-finalen, der blev spillet i Düsseldorf, tabte Dynamo finalen i straffeslagskonkurrence til Malmö IF, og endte dermed på andenpladsen. Inden næste sæson forlod Aleksej Jasjin, Sergej Petrenko, Aleksandr Karpovtsev og Jan Kaminski Dynamo til fordel for klubber i Nordamerika.
Vorobjov blev allerede efter et år udskiftet med Igor Tusik, som imidlertid ikke kunne gentage sin forgængers succes, og som derfor under slutspillet i 1994 blev afløst af Vladimir Golubovitj. Holdet endte dog til sidst alligevel på andenpladsen efter 2−3 i kampe i finalen mod HK Lada Toljatti. Holdet tabte også finalen i Europa Cup'en til TPS fra Finland.
Et år senere kunne Dynamo fejre endnu et mesterskab, efter at holdet i slutspilsfinalen havde besejret HK Lada Toljatti.
I 1995 vendte Jurij Leonov og Sergej Petrenko tilbage til Dynamo Moskva til en sæson, hvor Maksim Afinogenov debuterede som professional, og hvor holdet atter endte på andenpladsen efter HK Lada Toljatti. I IHL's pokalturnering vandt Dynamo finalen med 3−1 mod Metallurg Magnitogorsk. I Europa Cup-finalerunden i Köln tabte Dynamo med 1−4 til værterne Kölner Haie og opnåede kun uafgjort 3−3 mod VEU Feldkirch fra Østrig. Dermed endte klubben kun på femtepladsen

### 1996−2008: Ruslands Superliga
I sommeren 1996 blev den Internationale Hockey-Liga omdannet og relanceret under navnet Ruslands Superliga (RSL). Mange af Dynamo Moskvas topspillere forlod holdet, så det allerede måtte forlade slutspillet i kvartfinalen Torpedo Jaroslavl, og derfor blev Jurij Otjnev ny træner i stedet for Vladimir Golubocitj. Også Europa Cup'en blev relanceret i 1996. Under navnet European Hockey League (EHL) kvalificerede Dynamo sig til finalen, hvor klubben imidlertid igen tabte til TPS fra Turku – denne gang med 2−5.
Inden sæsonen 1997-98 blev Sinetula Biljaletdinov hyret som ny cheftræner. I grundspillet endte holdet Dynamo Moskva imidlertid kun på femtepladsen, men i slutspillet nåede holdet helt frem til finalen. Der tabte det dog til Metallurg Magnitogorsk 1-3 i kampe (bedst af fem). Den følgende sæson endte klubben som nr. 3 i grundspillet og nåede igen frem til finalen i slutspillet, hvor den endnu en gang tabte til Metallurg Magnitogorsk, denne gang med 2-4 i kampe i finaleserien, som siden den foregående sæson var blevet udvidet fra "bedst af fem" til "bedst af syv" kampe. I EHL-finalen mødte Dynamo også Magnitogorsk og tabte 1−2.
I sæsonen 1999-2000 kunne Dynamo igen juble over en titel, idet klubben både vandt grundspillet og slutspillet i Ruslands Superliga. Finaleserien blev vundet med 3-0 i kampe over Ak Bars Kazan. På europæisk plan var sæsonen imidlertid ingen succes, eftersom mandskabet tabte begge kampe mod Nürnberg Ice Tigers og derfor ikke engang kvalificerede sig til kvartfinalerne i European Hockey League.
Efter succeserne i de foregående sæsoner mistede Dynamo mange stamspillere, og derfor endte klubben kun på 13.-pladsen i Ruslands Superliga i sæsonen 2000-01 – den dårligste placering i klubbens historie.
De dårlige resultater medførte, at Sinetula Biljaletdinov i løbet af sæsonen blev fyret som træner og erstattet af Vladimir Semjonov. Biljaletdinov blev dog genansat i den følgende sæson, hvor Dynamo tabte til Ak Bars Kazan i kvartfinalen.
De næste to sæsoner kvalificerede klubben sig godt nok til slutspillet men tabte begge år i kvartfinalen til Avangard Omsk. I 2004 skrev klubben kontrakt med Vladimir Krikunov som træner. På grund af lockouten i National Hockey League i sæsonen 2004-05, vendte mange NHL-spillere tilbage til Rusland, og Dynamo fik mulighed for at ansætte Maksim Afinogenov, Andrej Markov, Pavel Datsjuk, Artjom Tjubarov og Martin Havlát, samt kort før slutspillet endvidere Aleksandr Frolov og Sergej Samsonov. I slutspilssemifinalen satte Dynamo ny klubrekord, da man besejrede Avangard Omsk med hele 11−0 i kamp 2, efter at have tabt den første kamp efter straffeslagskonkurrence. I finaleserien bedst af fem kampe mod Lada Toljatti vandt Dynamo de første tre kampe og blev dermed russisk mester. Derudover spillede Dynamo Moskva sig også frem til finalerunden i IIHF Continental Cup 2014-15, hvor holdet endte på andenpladsen efter HKm Zvolen.
På grund af afslutningen af National Hockey League-lockouten i 2005 måtte Dynamo igen sige farvel til mange spillere. Alligevel lykkedes det at tiltrække Maksim Susjinskij fra rivalen Avangard Omsk. Midt i sæsonen kom klubben imidlertid i økonomiske vanskeligheder, så nogle af dens spillere måtte kort efter sejren i Mesterholdenes Europa Cup i januar 2006 forlade klubben, og bl.a. derfor blev Dynamo allerede slået ud i slutspillet i ottendedelsfinalen af Lada Toljatti. I de efterfølgende sæson blev de økonomiske udfordringer dog overvundet, men mandskabet var fortsat ikke godt nok til at gå videre fra første runde i slutspillet.

### 2008−nu:KHL
Dynamo Moskva blev i 2008 valgt som et af de 24 hold i den nystartede Kontinentale Hockey-Liga, hvor klubben har spillet lige siden.
Inden sæsonen 2008-09 − den første sæson i den nydannede KHL − blev holdet forstærket af flere spillere fra Nordamerika og Europa: Karel Rachůnek, Mattias Weinhandl, Aleksej Sjitnik, Petr Čajánek og Denis Denisov. Klubbens annoncerede mål var at vinder KHL-mesterskabet, men holdet tabte i slutspilssemifinalen til Ak Bars Kazan. Dynamo Moskva vandt i december 2008 Spengler Cup for anden gang i klubbens historie. I finalen sejrede holdet med 5−3 mod Team Canada. I april 2009 blev Sergej Kotov ansat som ny træner, og han omstrukturerede holdet og bragte bl.a. yderligere to svenskere, Linus Ömark og Johan Harju, samt endnu en tjekke, Jiří Hudler, ind på holdet.

### 2010−2012: OHK Dynamo
På grund af stor gæld var HK Dynamo Moskva i 2010 tæt på insolvens. Efter sæsonen 2009-10 fusionerede klubben derfor med HK MVD, som havde haft en del sportslig succes den senere tid, under navnet OHK Dynamo. Det sikrede traditionsklubben Dynamos overlevelse, men en stor del af fusionsklubbens ledelse besat af folk fra HK MVD.
I sæsonen 2010-11 vandt klubben KHL's åbningpokal med en sejr over Ak Bars Kazan. Og allerede i fusionsklubbens anden sæson var den i stand til at vinde Gagarin-pokalen ved at besejre Avangard Omsk i slutspilsfinalen med 4−1 i kampe.
I juli 2012 skiftede klubben navn til HK Dynamo Moskva, og samtidig trådte præsident Mikhail Tjurkin tilbage. Klubben har imidlertid stadig to separate farmerhold i MHL henholdsvis VHL: HK MVD og HK Dynamo Balasjikha .
Som optakt til sæsonen 2012-13 genvandt klubben åbningspokalen med en sejr over HK Avangard Omsk.

## Titler og bedrifter

### Sovjetisk mesterskab
- Vinder (5): 1946-47, 1953-54, 1989-90, 1990-91, 1991-92.
- Nr. 2 (16): 1949-50, 1950-51, 1958-59, 1959-60, 1961-62, 1962-63, 1963-64, 1970-71, 1971-72, 1976-77, 1977-78, 1978-79, 1979-80, 1984-85, 1985-86, 1986-87.
- Nr. 3 (18): 1947-48, 1948-49, 1951-52, 1952-53, 1954-55, 1955-56, 1956-57, 1957-58, 1965-66, 1966-67, 1967-68, 1968-69, 1973-74, 1975-76, 1980-81, 1981-82, 1982-83, 1987-88.

- Pokalvinder (3): 1952-53, 1971-72, 1975-76.
- Pokalfinalist (9): 1954-55, 1955-56, 1965-66, 1968-69, 1969-70, 1973-74, 1978-79, 1987-88, 1988-89.

### Russisk mesterskab
- Vinder (4): 1999-2000, 2004-05, 2011-12 (som OHK Dynamo), 2012-13.
- Nr. 2 (1): 1998-99.

### Ruslands Superliga
- Vinder (2): 1999-2000, 2004-05.
- Finalist (1): 1998-99.

### IHL
- Vinder (2): 1992-93, 1994-95.
- Finalist (2): 1993-94, 1995-96.

### KHL
- Gagarin-pokalen (2 titler): 2012 (under navnet OHK Dynamo), 2013.

### Europæiske bedrifter
Mesterholdenes Europa Cup i ishockey
- Vinder (1): 2006
- Finalist (3): 1990-91, 1992-93, 1993-94.

European Hockey League
- Finalist (3): 1996-97, 1997-98, 1998-99.

Spengler Cup
- Vinder (2): 1983, 2008.

## Trænere
Tekst mangler, hjælp os med at skrive teksten